# Svídnice (ort i Tjeckien, lat 50,09, long 16,22)
Svídnice är en ort i Tjeckien. Den ligger i den östra delen av landet, 130 km öster om huvudstaden Prag. Svídnice ligger 313 meter över havet och antalet invånare är 177.
Terrängen runt Svídnice är huvudsakligen platt, men österut är den kuperad. Runt Svídnice är det ganska glesbefolkat, med 50 invånare per kvadratkilometer. Närmaste större samhälle är Ústí nad Orlicí, 17,4 km sydost om Svídnice. Omgivningarna runt Svídnice är en mosaik av jordbruksmark och naturlig växtlighet.